# 昌黎书院
昌黎书院是江西省宜春中学的前身，由韩愈创办。

## 历史由来
- 唐元和十四年（819年）正月，韩愈向唐宪宗上书《论佛骨表》，触怒了迷信佛教的唐宪宗，由刑部侍郎贬为袁州刺史。韩愈到袁州后兴办书院，为培养造就袁州人才起到积极作用，并写下了“莫以宜春远，江山多胜游”等名篇佳句。
- 北宋皇祐五年（1053年），袁州人民为表达对韩愈的崇敬兴建韩文公祠。
- 元末毁于兵火。
- 明正统十四年（1449年），重建祠于宜春台侧（原三皇宫遗迹）。
- 明嘉靖二十八年（1549年），韩文公祠修葺，扩充为“昌黎书院”，以后陆续兴建明伦堂、原道阁、四宜堂、星阁及碑亭等，书院房子现尚存一部分，在今宜春四中校园内。[2]
- 清光绪二十九年（1903年），昌黎书院改为袁州学堂。
- 民国三年（1914年），又改为省立第八中学，即今宜春中学的前身。